# Enteromonas hominis
Espèce
Enteromonas hominis est un parasite de l'humain très peu fréquent et non pathogène.
Sa forme végétative est très petite (5 micromètres), en raquette ou en triangle ; elle porte en avant 3 flagelles (un simple et un dédoublé) tandis qu'un flagelle récurrent côtoie le corps qu'il dépasse largement en arrière. Il n'y a ni axostyle ni membrane ondulante.
Ce protiste vit dans le gros intestin, surtout au niveau du cæcum, et se retrouve dans les selles (examen parasitologique des selles) où, perdant vite sa vitalité, elle s'arrondit et devient peu reconnaissable. La forme kystique très petite est un ovale de 6 micromètres contenant 1 à 4 noyaux et est parfois confondue, malgré sa taille deux fois moindre, avec celle du Giardia.